# Бобрищев-Пушкин, Иван Гаврилович
Иван Гаврилович Бобрищев-Пушкин — русский воевода из рода Бобрищевых-Пушкиных.

## Биография
В 1615 году в чине дворянского головы участвовал в Орловском бою под началом князя Дмитрия Пожарского. При этом оказался в числе тех немногих, кто не дрогнул и не побежал в начале боя, и кто продолжал биться, выстояв против поляков Александра Лисовского. В 1617 году второй воевода Мценска, в 1618 году — воевода в Кашире, в 1619—1620 годах — в Касимове, в 1622—1623 — в Брянске, затем на «городовом деле» в Шацке. В 1625—1626 годах был в Москве у царского стола и служил в Посольском приказе, в следующем году снова был воеводой в Касимове. В 1629—1632 годах снова в Москве при дворе. После начала Смоленской войны стал воеводой в Новгороде-Северском, где успешно действовал против запорожских казаков и поляков, сообщив царю о двух победах снаряжённых им отрядов. В 1636—1638 вновь на воеводстве в Мценске, в 1638—1641 годах в Москве при возведении Земляного города от Сретевских до Тверских ворот. В 1641 на воеводстве в Переяславле-Рязанском. Побывав воеводой на Тюмени и после службы в Москве второй воевода в Туле в 1648 году. В 1650—1652 годах в свитах царя и царицы при их поездках в монастыри и подмосковные сёла. В 1651 году получил чин стряпчего.

## Семья
Был женат на Федоре Заборовской, дочери дьяка Софония Заборовского. У Ивана Гавриловича был сын Пётр, служивший царским стольником и воеводой Нежина.